# Нафтогазова промисловість України у ХХ столітті
Нафтогазова промисловість України у ХХ столітті
У XX столітті на території України було відкрито 127 нафтових родовищ з промисловими запасами, які розташовані в трьох нафтогазоносних провінціях:
- Прикарпатський прогин, або Західно-Українська провінція (Івано-Франківська, Львівська, Чернівецька області) — 41 родовище;
- Дніпровсько-Донецька западина, або Східно-Українська провінція (Чернігівська, Сумська, Полтавська, Харківська, Дніпропетровська, частково Луганська області) — 76 родовищ;
- Причорноморсько-Кримський район, або Південно-Українська провінція (Одеська область і АР Крим) — 10 родовищ.

## Західно-Українська провінція
На початку XX століття основний видобуток давали родовища Борислава, Дрогобича, Східниці, Слободи Рунґурської, а також Битківського нафтопромислу, який у 1899 році дав свердловинну нафту. У 1905 році у Станіславі і Бориславі кількість нафтових веж збільшилась до 1709. Свердловини давали щорічно близько 902 тис. т. нафти. У той час Борислав називали «Клондайком Галичини», оскільки тут видобували близько 2/3 нафтової продукції краю.
У 1893 році до Борислава з Канади приїхав відомий нафто-промисловець Вільям-Генрі Мак Гарві. Він привіз із собою так званий канадський спосіб глибинного буріння, із застосуванням парових машин і верстатів, що значно вплинуло на розвиток промислів (глибина свердловин сягнула 1000—1500 м). Поблизу Борислава була пробурена ударним способом найглибша тогочасна свердловина Європи «Піонер Орів» глибиною 2274 м. У 1908 році із свердловини «Ойл Сіті» («Нафтове місто») у Тустановичах поблизу Борислава, з глибини 1016 м отримали потужний фонтан нафти з великою кількістю розчиненого газу. Дебіт нафти зростав і за приблизними оцінками доходив до 3 тис. т. на добу, а пізніше зменшився до 1–1,2 тис. т. на добу. Помпи не встигали відкачувати нафту і вона розлилась навколо, досягнувши приток Дністра та забруднивши його на велику відстань, що спричинило екологічну катастрофу. Через кілька днів фонтанування під час грози виникла пожежа, яка тривала близько трьох тижнів (рис. 4.48). Про пожежу на «Ойл Сіті» газета «Нью-Йорк Таймс» писала, що «у Європі вибухнув новий Везувій», пожежа потрапила до «Книги рекордів Гіннеса» й трималася там кілька десятиріч аж до виникнення подібних пожеж нафтових свердловин в арабських країнах.
У 1912 році у Бориславі була заснована геологічна станція, яка у 1932 році була реорганізована в дослідний інститут.
У 1907 році польський інженер і нафтовий підприємець Вацлав Вольський і канадець Вільям-Генрі Мак Гарві, діяльність яких пов'язана з прикарпатською нафтою, спільно запатентували технологію гідравлічного буріння. Використовуючи кінетичну енергію бурового розчину, рух якого різко зупинявся клапаном, долото вдаряло в породу з подвійною енергією, що суттєво пришвидшило проведення свердловин. Нову технологію Вольський використав при розробці багатого родовища «Вільно» у Бориславському районі.
Перехід на більші глибини розробки й швидкісне буріння свердловин призвели до різкого збільшення видобутку. У 1909 році на Прикарпатті річний видобуток нафти становив 2 млн т, що склало близько 5 % від світового видобутку нафти і поставило Галичину на третю сходинку в світі після США та Азербайджану.
Патент на «таран Вольського» викупили німецькі компанії й притримали цю прогресивну технологію до «кращих часів».
Успіх нафтової торгівлі, просування продуктів нафтопереробки на закордонні ринки значною мірою залежали від діяльності великих нафтопереробних підприємств. Незважаючи на те, що Галичина першою в світі отримала технологію виробництва гасу, проте розвиток виробництва пішов шляхом утворення численних малих підприємств, які змагалися лише за ринки місцевого значення й не ставили завдань світової торгової експансії. Хоча Австрійська імперія й мала у своєму складі кілька морських портів, між інших — славетну Венецію, але була по-суті континентальною державою і, незважаючи на кілька спроб, так і не увійшла до пулу морських країн, орієнтованих на широку світову торгівлю. Це також вплинуло на «замкнення» молодої нафтової промисловості здебільшого на внутрішньому ринку.
Перший великий нафтопереробний завод у Галичині виник лише у 1884 році, коли піонер нафтової промисловості Коломийщини польський інженер Станіслав Щепановський заснував у Печеніжині свою славнозвісну галицьку рафінерію і провів нафтопровід Слобода Рунґурська — Печеніжин. Наприкінці XIX століття розпочалася широка промислова переробка нафти в Бориславі, який став основним центром нафтової промисловості Прикарпаття. Бориславським гасом освітлювали Відень і Прагу, станції та вагони австрійської залізниці. З часом нафтопереробні заводи почали будувати в інших землях імперії — в Моравії, Сілезії, Угорщині (ближче до споживачів), проте на 1905 рік понад 3/4 рафінерій зосереджувалися у Галичині, поблизу нафтовидобутку. У 1910 р. розпочав роботу нафтопереробний завод у Дрогобичі потужністю 0,5 млн т нафти на рік. У цьому місті протягом десятиріччя було збудовано декілька великих рафінерій, зокрема «Австрія», «Галичина», «Нафта», що вивело Дрогобич у 1920-х роках на позиції лідера нафтопереробки Прикарпаття. Тут діяла ціла низка акційних товариств «Малопольське нафтове товариство», «Борислав», «Вакуум», «Карпати», «Франко-Полонія» та ін. у яких переважав західний капітал (здебільшого — французький, який витіснив після поразки в Першій світовій війні австрійських і німецьких власників).
У Передкарпатті дистиляцію нафтопродуктів здійснювали у малих і великих рафінеріях. Дистиляція у невеликих технічно недосконалих рафінеріях проводилася в котлах, що вміщували до 5 т нафти. На великих заводах технологія переробки нафти була значно досконалішою. Тут використовувати цілий ряд поєднаних один з одним циліндричних котлів, об'ємом від 15 до 100 т, таким чином, що нафта безперервно послідовно протікаючи з вище розташованого і менш нагрітого котла в нижній, сильніше нагрітий, утворювала в кожному з них різні фракції: легку й важку бензинові фракції, гасову фракцію, дизельну фракцію та залишок перегонки — мазут. Вже у 1930-х роках нафта стає хімічною сировиною з вельми розмаїтою кінцевою продукцією переробки, яка ще більш розширилася після Другої світової війни, причому українські заводи мали цикли глибокої переробки та продукували велику кількість кінцевих нафтопродуктів.
Загалом у Галичині діяло 64 рафінерії, в тому числі у повітах: Дрогобич — 27; Новий Сонч — 11; Коломия — 7; Сянок — 6; Станіславів — 5; Горліце і Самбір — по 3; Стрий і Львів — по 1. До найбільших нафтопереробних заводів належали: «Державна фабрика мінеральних олив» (250 тис. т нафти на рік), «Галичина» — 100 тис., «Тшебінія» — 95 тис.; «Дідичі» — 70 тис.; «Гліннік Маріямпольський» — 50–80 тис.; «Ясло» — 60 тис.; «Дрос» — 50 тис.; «Став'ярські» — 30 тис.; «Устеріки» — 30 тис.; «Єдліче» — 24 тис.; «Печеніжин» — 20 тис.; «Лібуша» — 15 тис.; «Нафта» — 10 тис.
У першій чверті XX століття у галицьких рафінеріях вироблялося три сорти гасу: імперський безбарвний з питомою вагою 0,810 г/см³ і температурою випаровування 23–26 °C; гас-салон (стандарт) з вагою 0,815 — 0,820 г/см³ і температурою випаровування 21 °C; паливний, жовтий, з нижчою температурою випаровування, який використовувався в дуже малих кількостях лише в Галичині та Угорщині. На початку XX ст. з нафти, видобутої в Бориславсько-Тустановицькому родовищі, виробляли 5–19 % бензину, 38–45 % гасу та газоліну, 5–13 % парафіну, 15–25 % мастильних масел, 3–6 % асфальту чи мазуту, решта (близько 15 %) втрачалося. Спостерігалася тенденція до збільшення асортименту одержуваних на рафінеріях нафтопродуктів: бензин, гас, легкі масла, мазут, парафін, мастильні масла, асфальт тощо. З часом кількість одержуваного бензину зростала, а гасу — навпаки зменшувалася, що пояснюється розвитком автомобільної індустрії та поступовою заміною гасових ламп на електричні. У 1910 році світові обсяги продажів бензину вперше перебільшили продаж гасу. У 1930-х роках на Галичині діяло близько 40 нафтопромислів і експлуатувалось близько 4100 нафтових свердловин. У розробці нафтових родовищ велике значення мали іноземні інвестиції, зокрема капітали таких країн: Франція — 53 %; Галичина (місцеві підприємці) — 18 %; Швейцарія — 10 %; Австрія — 7 %; Англія — 4,4 %; Голландія — 4,3 %; решта країн — 3,3 %.
У 1939 році до Галичини увійшли радянські війська й усі нафтогазові підприємства були націоналізовані та підпорядковані тресту «Укрнафтавидобування» з управлінням у Бориславі. Після другої світової війни попит на нафту постійно зростає, розширюється коло способів і засобів нафторозвідки. У 1950 році Долинське родовище (Івано-Франківщина) вийшло на перше місце в Україні за видобутком нафти (фонтануючі свердловини). Розвиток цього нафтового родовища розпочався в середині 1930-х років після того, як розвідувальна свердловина в районі селища Долина після кілька¬місячного буріння дала потужний нафтовий фонтан. У 1951 році почалася промислова розробка нововідкритого нафтового горизонту в Биткові (Івано-Франківщина). Пробурена у 1951 році свердловина № 256 на глибині 1745 м розкрила менілітові шари нової нафтової структури, так званої Глибинної складки, з великими запасами нафти. Ця подія стала початком другого відродження Битківського нафтового промислу.
У 1950-х роках усі підприємства галузі ввійшли до об'єднання «Укрнафта». Починає активно розвиватися нафтовидобуток у Долині, Битківському районі тощо. Так за 1950—1955 роки видобуток нафти в Долинському нафтовому районі зріс у 20 разів. У середині 1960-х років видобуток нафти на Прикарпатті досяг максимуму. У цей час були відкриті нові потужні родовища: Долинське, Північно-Долинське, Старосамбірське, Гвіздецьке, Пнівське, Пасічнянське, Спаське, Струтинське, Орів-Уличнянське, Стинавське, що дозволило довести видобуток нафти в Передкарпатській нафтогазоносній області у 1963—1967 роках до 2,6–2,7 млн т. Пізніше спостерігається поступовий спад виробництва, викликаний вичерпанням основних нафтових родовищ Галичини.
З 1970-х років починається розвідка і видобування нафти на глибоких (4 — 6 тис. м) і надглибоких (понад 6 тис. м) горизонтах. У 1975 році шляхом надглибокого буріння відкрито Новосхідницьке нафтогазове родовище. Свердловина № 3 Новосхідниця з глибини 4350 м дала нафту з дебітом понад 300 т за добу. Сумарно на початок 2000 року свердловина видала 730 тис. т нафти і 284 млн м³ газу. Це найкращий показник з видобутку нафти на одну свердловину на Прикарпатті. У 1981 році було введено в експлуатацію свердловину «Монастирець-1» глибиною 5218 м, яка до початку 1993 року була найглибшою видобувною свердловиною в Україні.
У жовтні 1992 року на Прикарпатті видобуто стомільйонну тонну нафти від початку обліку у 1886 році. Разом з тим на межі XX—XXI століть запаси вуглеводневої сировини в Західному нафтогазоносному регіоні України суттєво вичерпалися. Так відпрацювання основних запасів нафти по Бориславському родовищу становить 73 %, по Східницькому — 99,5 %, у решти родовищ ситуація дещо краща, але значно змінити сучасний видобуток у 0,4 млн т найближчим часом проблематично.
За початок промислового використання природного газу на території Галичини можна вважати 1896 р., коли газ із нафтових свердловин на родовищі Східниця по трубі перевели прямо до топки парового котла. Проте у процесі видобутку нафти природний газ довго вважався небажаним продуктом, якого намагались уникати, бо він ускладнював буріння, призводив до пожеж. На Прикарпатті протягом перших двадцяти років XX століття. було спалено і випущено в повітря близько 6 млрд м3 газу. Інженер Вацлав Вольський навіть винайшов спосіб збільшувати приплив нафти, закачуючи в поклад непотрібний природний газ. Але з часом метан навчились ефективно використовувати як паливо й хімічну сировину, а досвід свердловинного нафтовидобування допоміг швидко опанувати технології видобутку й транспортування газу.
Перший газопереробний завод у Європі був збудований у Бориславі в 1911 році, де згодом збудували ще дев'ять заводів. Вони виробляли газолін, який додавали до бензину, а сухий газ йшов на спалювання. Оскільки метан не має запаху і є небезпечним, то щоб люди його чули, газ одорують — додають меркаптани. І вперше це почали робити у 1911 році у Дрогобичі. У 1912 році в Бориславі було побудовано перший на території України газопровід протяжністю 700 м, який сполучав свердловину «Клаудіуш» та газолінову установку на березі річки Тисмениця. Того ж року споруджено ще два газопроводи від Борислава до Дрогобича довжиною 12 км кожен. Один з цих газопроводів мав діаметр 175 мм і був призначений для подавання газу на нафтопереробний завод. Інший, діаметром 225 мм, з побудованою на ньому компресорною станцією з приводом від парових машин застосовувався для транспортування газу на газолінову установку для підтримання робочого тиску 0,2 — 0,3 МПа. Варто зазначити, що ці газопроводи входили в десятку перших магістральних газопроводів Європи.
Напередодні першої світової війни було розвідане перше родовище природного газу в районі села Дашави недалеко від Стрия (Львівщина), проте військові дії та формування нової мапи Європи не дали можливості розпочати розробку родовища. Лише 18 квітня 1921 року пошуковою свердловиною фірми «Gazolina» на глибині 395 м був розкритий перший газовий поклад Дашавського родовища. У 1922 році був збудований газопровід «Дашава — Стрий» (діаметром 225 мм і довжиною 14,4 км), який спрямовував газ на потреби великого залізничного вузла міста Стрий, а потім газопровід подовжили на газопереробні заводи Дрогобича.
Перші оцінки газового потенціалу нового родовища були досить суперечливими й лише подальше розвідування Дашавської газоносної площі (зокрема дані 1924 року) підтвердило відкриття велетенського (найбільшого в Європі на той час) перспективного родовища природного газу, початкові запаси якого з часом було оцінено в 13,2 млрд кубічних метрів. У 1928 році споруджено і введено в експлуатацію ще один газопровід «Дашава — Стрий — Дрогобич» діаметром 175 мм і довжиною 40 км. Згодом був споруджений газопровід «Дашава — Жидачів — Ходорів», а в 1929 року — «Дашава — Миколаїв — Львів» загальною довжиною 81 км і діаметром 175 мм. Незважаючи на перспективність відкриття та освоєння нових газових родовищ на Прикарпатті, розвідувальне та експлуатаційне буріння в передвоєнні роки велось дуже повільними темпами у зв'язку із обмеженими можливостями споживання газу. Наприклад, у 1934 році видобувні можливості Дашавського родовища перевищували споживання газу втричі.
У 1938 році одержано промисловий приплив газу із глибини майже 400 м на новій Опарській площі. З введенням у експлуатацію Дашавського родовища (офіційно — 1924 року) практично розпочалося становлення газової промисловості України, а розвиток регіональної системи газопроводів Прикарпаття дало поштовх для створення майбутньої газотранспортної системи України.
У 1940 році розпочато будівництво нового газопроводу «Дашава — Львів», протяжністю 65,5 км і діаметром 327 мм (будівництво завершено під час німецької окупації). Під окупацією також був збудований найбільший галицький трубопровід «Опари — Перемишль — Сталева Воля» діаметром 327 мм і загальною протяжністю 210 км, який у Сталевій Волі був з'єднаний із системою місцевих газопроводів.
Після другої світової війни Дашавське родовище стає (майже на два десятиріччя) основним джерелом газопостачання не тільки для України, але й Білорусі, Литви, Латвії та Росії (разом із Саратовським родовищем). З «Дашави» розпочався також перший експорт радянського газу у Європу (у 1945 р. до Польщі, а пізніше — до Чехословаччини та Австрії).
Ще у 1940 році був розроблений проект найбільшого на той час у Європі магістрального газопроводу «Дашава — Київ». Протягом 1946—1948 років, за проектом інституту «Укрдіпрогазпаливпром», трестом «Укргазнафтобуд» був збудований магістральний газопровід «Дашава — Київ» діаметром 508 мм, довжиною 512,6 км, з робочим тиском 5,5 МПа і пропускною здатністю — 1,5 млн м3 за добу.
При його проектуванні використали наукові розробки Академії наук України у сфері металургії, електрозварювання, ізоляції, надійності, які виконувалися під керівництвом учених Є. О. Патона, Б. Є. Патона, Д. А. Дудка, С. Л. Мандельберга, І. М. Францевича. У подальшому розробки Інституту електрозварювання АН УРСР відігравали провідну роль у науковому забезпеченні будівництва трубопроводів в СРСР та інших країнах. Труби нової якості постачав Маріупольський металургійний комбінат. У 1948 році укладання в траншею зварених секцій труб було повністю механізовано, проте земельні роботи значною мірою виконувались вручну із широким залученням населення, що мешкало вздовж траси газопроводу.
Газопровід «Дашава — Київ» на той час був найпотужнішим у Європі. Він налічував 230 переходів через природні та штучні перепони (24 річки, 36 залізниць, 46 шосейних доріг, 139 боліт і балок). Трасу обслуговували 573 км повітряної лінії зв'язку з 57 селекторними пунктами. Було збудовано 49 будинків лінійних обхідників, створено аварійно-ремонтні пункти (АРП). Будівництвом газопроводу «Дашава — Київ» було започатковано в Україні еру магістрального транспортування газу на великі відстані, а 1948 р. вважається роком заснування газотранспортної галузі України.
У 1951 році газопровід «Дашава — Київ» було продовжено через Брянськ до Москви, загальна довжина газопроводу при цьому склала 1301 км. Насправді цей газопровід первісно був запроектований від Дашави до Москви (його потужність значно перебільшувала потреби Києва), проте про секретну постанову уряду СРСР № 3466 про газопровід «Дашава — Київ — Москва» знало вельми обмежене коло керівників країни. У 1950 році було відкрите унікальне Шебелинське газоконденсатне родовище в Харківській області — найбільше на той час у Європі (таким чином Україна виявилась володаркою двох найбільших газових родовищ континенту — Дашавського й Шебелинського). Невдовзі газ з цього гіганта також пішов у газопровід «Дашава — Київ — Москва» й забезпечував до середини 1970-х років добробут населення не тільки України, але й Москви й Російської Федерації. У 1959 році, після пуску компресорних станцій у Тернополі, Красилові, Бердичеві й Боярці, досягнуто максимальної пропускної здатності газопроводу 5 млн м³ газу на добу. Було також прокладено систему відгалужень для газифікації обласних центрів та інших населених пунктів України та Росії, розташованих неподалік від траси трубопроводу. Варто уваги, що існуюча розгалужена система українських газопроводів, первинно створених для транспортування газу із заходу на схід України (а також до Москви, Риги, Криму), коли з'явились можливості потужного експорту сибірського газу в Європу, визначила основний напрямок транспортування сибірських вуглеводнів через Україну (стала працювати в реверсному режимі — зі сходу на захід).
На 1950 рік довжина магістральних газопроводів в Україні становила близько 1 тис. км, а на 1970 рік — вже 10,9 тис. км. Сьогодні газотранспортна система України є однією з найбільших у світі (її сумарна протяжність — 37 тис. км), вона виконує функції забезпечення природним газом внутрішніх споживачів, а також транзит російського природного газу через територію України до країн Середньої та Західної Європи.
Для надійного забезпечення газом споживачів в умовах нерівномірного відбору та в екстремальних ситуаціях в Україні (головним чином у Прикарпатті) було споруджено одну з найбільших у світі мережу підземних сховищ газу, яка за своєю потужністю поступається лише сховищам США та Росії. Цей комплекс вважають своєрідним мостом між газодобувними регіонами Росії і Середньої Азії та споживачами газу в Європі. Автором системи ПСГ і розробником проектної документації на її будівництво був інститут УкрНДІгаз, який і зараз вирішує широке коло питань по підземному збереженню газу.
Вперше підземні газосховища (ПГС) були збудовані в Канаді у 1915 році, в Україні вони з'явилися на пів сторіччя пізніше. Перші — Олишівське і Червонопартизанське були створені у водоносних пластах локальних структур і призначені для надійного газопостачання м. Києва. Дослідне закачування газу в Олишівське ПГС розпочалося у 1964 році, а в Червонопартизанське — у 1968 році.
Подальший розвиток підземного зберігання газу базувався переважно на використанні відпрацьованих газових родовищ Прикарпаття, пізніше також родовищ східного й південного районів. ПГС виконували не лише функцію надійного забезпечення внутрішніх споживачів, а й стали запорукою стабільного експортного постачання газу в європейські країни. У 1969 році уперше проведено дослідно-промислове закачування газу у відпрацьовані горизонти Угерського родовища. У 1973 році для регулювання газопостачання м. Львова розпочалося спорудження Дашавського ПГС. При спорудженні підземного сховища газу було використано відпрацьовані горизонти Дашавського родовища, для закачування супутнього газу розташованого неподалік Долинського нафтового родовища.
У 1979 році почалося дослідно-промислове закачування газу в Опарське та Богородчанське ПГС. Протягом 1983—1992 років на основі двох взаємодіючих покладів XVI горизонту створено одне з найбільших у світі Більче-Волицько-Угерське підземне газове сховище. У 1973 році розпочато будівництво у водоносній структурі Краснопопівського ПГС. У 1987 році на базі відпрацьованого родовища споруджено Вергунське ПГС на Донеччині. На вироблених газових родовищах у 1983 році створено Глібівське ПГС у Криму, та в 1986 році — Пролетарське ПГС у Дніпропетровській області. У 1987 році споруджено ПГС у відпрацьованих газових родовищах Солохівського родовища на Полтавщині, а в 1988 році — Кегічівського ПГС на Харківщині.
Загальна потужність мережі (13 ПГС) підземного зберігання газу в Україні перевищує 32 млрд м3, який не лише повністю забезпечує потреби держави, а й використовується для газопостачання в інші європейські країни, а також (в умовах «гібридної» агресії Росії проти України) — з європейських країн в Україну. ПГС відіграють важливу роль при виникненні екстремальних ситуацій. Так, у січні 2009 р. при повному припиненні подавання газу з Росії вдалося забезпечити газопостачання споживачів східних і південних регіонів нашої держави зі сховищ Прикарпаття при реверсній роботі газопостачальної системи.
Завершуючи характеристику освоєння Західно-Української нафтоносної провінції, стисло зупинимось на розвитку фахової освіти й науки в регіоні. Ще в 1885 році у Львівській політехніці при машинобудівному факультеті було відкрито курси для підготовки спеціалістів гірничої справи (у тому числі нафтовидобування), з 1886 року функціонувала дослідна станція з проблем нафтової промисловості. У 1890-х роках технологію нафти і спорідненого з нею озокериту викладали на факультеті технічної хімії Львівської політехніки. Тут виділяється яскрава постать члена НТШ професора Романа Залозецького, який перший проклав шлях новій галузі науки — геохімії нафти. Він очолював Українське технічне товариство і керував вирішенням різних стратегічних питань розвитку галицького нафтового промислу. Польський хімік Францішек Дорант усе життя працював на нафтопереробну промисловість Галичини. У Львові він зробив відкриття у сфері солярних масел, помітно покращуючи рафінування нафти. З 1920-х років у Львівській політехніці на механічному факультеті діяв нафтопромисловий відділ, на якому викладав піонер у царині впровадження нових методів буріння і промислової розробки нафти професор Юліан Фабіанський (ректор у 1922—1924 роках).
У 1912 році у Бориславі було відкрито першу науково-дослідну установу — Карпатську геологічну станцію, яка у 1933 році була перетворена на Карпатський геологічно-нафтовий інститут, згодом переведений у Львів (зараз — Український державний геолого-розвідувальний інститут, м. Київ).
Слід зазначити вагомий внесок у розвиток галузі Івано-Франківського інституту нафти і газу, який був і залишається провідною навчально-науковою установою підготовки фахових інженерних кадрів не тільки для України, а й для колишнього СРСР. Заснований у 1967 році на базі загальнотехнічного факультету Львівського політехнічного інституту (у витоків стояли Є. Шелепін, Б. Локотош та ін.), у 1994 році перетворений на технічний університет (перший ректор — академік Євстахій Крижанівський), зараз включає 9 інститутів де навчається понад 10 тис. студентів.

## Східно-Українська нафтогазоносна провінція
Представлена Дніпровсько-Донецькою западиною, яка є найбільшою нафтогазоносною областю України. Вона заповнена багатокілометровими переважно осадовими відкладеннями девонського (потужність понад 4000 м), карбонового (3700 м), пермського (1900 м), тріасового (450 м), юрського (650 м), крейдового (650 м), палеогенового (250 м) і неогенового (30 м) періодів історії розвитку Землі. Родовища нафти і газу тут приурочені до палеозойських (девонських, карбонових і пермських) і мезозойських (тріасових) порід, що утворилися 410—245 млн років тому.
Для розвитку нафтовидобутку в Україні у повоєнний період виняткове значення мало відкриття нового Східного нафтогазового регіону, який став основним за запасами і видобутком нафти та газу (що особливо актуально в умовах поступового вичерпання нафтогазових родовищ Галичини). Східний нафтогазоносний регіон охоплює лівобережжя Дніпра і включає Чернігівську, Сумську, Полтавську, Дніпропетровську, Харківську, Луганську та частково Донецьку області. У цьому регіоні міститься близько 85 % запасів природного газу та близько 61 % видобувних запасів нафти України. Початкові видобувні запаси регіону становили близько 3,41 млрд т умовного палива.
У Східно-Українській нафтогазоносній провінції нафту вперше одержано у 1936 р. на Роменській солянокупольній структурі в Сумській області. Під час буріння опорної свердловини на глибинах 200—400 м там було виявлено просякнуту нафтою брекчію, яка перекривала соляний шток. При випробуванні свердловини з цих відкладів одержали приплив нафти дебітом близько 2 т на добу. Видобування нафти на Роменській структурі розпочалося у 1940 році і становило 10 тис. т. У зв'язку з низькими дебітами свердловин та нерентабельністю їх експлуатації в 1948 році видобування нафти на цій структурі було припинено.
У промислових масштабах нафтовидобування на території Східного нафтогазоносного регіону відновилося у 1951 році після введення в експлуатацію свердловини № 5 на розвіданому Радченківському нафтогазовому родовищі в Полтавській області. Для проведення всього комплексу робіт у с. Гоголеве була створена дільниця з видобування нафти тресту «Бориславнафта» об'єднання «Укрнафта» (що свідчить про вагомий внесок нафтовиків західного регіону в освоєння східного).
У 1949 році на Шебелинській дільниці (поблизу м. Балаклія на Харківщині) була закладена свердловина № 1. Місце її розташування визначили геологи С. Черпак і Л. Палець, за матеріалами досліджень Б. Воробйова та В. Литвинова. Буріння було складним, геологічні умови значно відрізнялися від умов Прикарпаття, на які була орієнтована бурова техніка (зокрема буровий розчин). Свердловина просувалась повільно, з численними ремонтами й простоями. Але результати буріння випередили всі очікування. 3 травня 1950 року на глибині 1654 м стався потужний викид глинистого розчину й газу, від утвореного газового фонтану годинами трусилася земля, обладнання бурової розлетілося на сотні метрів.
Із відкриттям Шебелинського газоконденсатного родовища, первісні запаси якого були оцінені в 650 млрд кубометрів, Україна стала одноосібним лідером газовидобування в колишньому СРСР, а розвідане родовище понад 20 років залишалося найбільшим у Європі за запасами й рівнем видобутку. Уже в перший рік експлуатації (1956 рік) з нього видобуто 333 млн кубометрів газу, за п'ять років 1956—1960 років — майже 23 млрд кубометрів. Навіть у середині 1960-х років одне Шебелинське родовище давало понад 30 % усього видобутку газу в СРСР (найбільший рівень видобутку був досягнутий у 1971 році — 31,3 млрд кубометрів). Природно, що такі інтенсивні темпи експлуатації родовища призвели до поступового вичерпання його запасів (на сьогодні сумарні запаси оцінюються приблизно в 100 млрд кубометрів).
Незабаром до Харківщини були прокладені магістральні трубопроводи з Києва, Херсона, Кишинева, два газопроводи з Москви. Україна забезпечувала газом значну територію колишнього СРСР, значною мірою Російську Федерацію. Обсяги експорту зросли настільки, що виникають проблеми з газозабезпеченням промислових центрів самої України.
Завдяки успіхам української геологорозвідки в східному регіоні були значно розширені пошуково-розвідувальні роботи на нафту і газ. В результаті цього в другій половині 1950-х та на початку 1960-х років на території від Чернігівської до Луганської областей було відкрито 34 родовища, серед них такий гігант, як уже згадуване Шебелинське, та великі нафтогазоконденсатні родовища — Качанівське, Глинсько-Розбишівське, Прилуцьке, Гнідинцівське, Леляківське та інші. Упродовж 1969—1964 років вони були введені в промислову розробку, що сприяло інтенсивному зростанню обсягів видобутку нафти в Україні з 250 тис. т у 1950 році до 7,3 млн т у 1965 році.
Уже у 1962 році Дніпровсько-Донецька нафтогазоносна область дала більшу частину видобутої в Україні нафти, а в 1964 році — і газу. З цього часу Східний регіон залишається провідним в Україні за запасами і видобутком вуглеводнів. Наприкінці 1960-х років річні обсяги видобутку нафти із цих родовищ досягли свого максимуму (Качанівське — 1,7 млн т у 1969 році, Глинсько-Розбишівське — 1 млн т у 1969 році, Гнідинцівське — 3,7 млн т у 1971 році, Прилуцьке — 0,48 млн т у 1973 році, Леляківське — 4,3 млн т у 1974 році) і в подальшому у зв'язку зі значним виснаженням видобувних запасів почали інтенсивно знижуватися. Це вплинуло на динаміку річних обсягів видобутку нафти в Україні в цілому.
Хрестищенське родовище друге за запасами в Україні після Шебелинського, відкрите в 1968 році і введене в дослідно-промислову експлуатацію в 1970 р. Максимальний річний обсяг видобутку нафти в Україні — 13,3 млн т (із газовим конденсатом — 14,5 млн т) — був досягнутий у 1972 році. Надалі він повільно знижувався, незважаючи на відкриття нових (середніх за запасами) нафтових і нафтогазових родовищ на території Східного нафтогазового регіону: Богданівське, Малодівицьке, Монастирищенське, Талалаївське, Скороходівське, Чижівське, Новогригорівське, Рибальське, Бугруватівське, Анастасівське, Перекопівське, Південно-Афанасівське, Коржівське та інші.
Обсяги глибокого буріння постійно зростали. Максимального значення вони досягли у 1967 році — 359 тис. погонних метрів). В цей час пошуково-розвідувальні роботи переходять на глибини 3000 — 5000 м. Стрімко збільшувалися обсяги сейсморозвідувальних робіт з використанням методу спільної глибинної точки (МСГТ). Вивчення та промислове оцінювання похованих структур і насамперед міжкупольних складок Машівсько-Шебелинського газоносного району привели до численних відкриттів, у тому числі великих Єфремівського, Західно-Хрестищенського, Яблунівського, Котелев-ського та Березівського родовищ.
З 1970 року було успішно розпочато промислове оцінювання малоамплітудних підіймань на малих і середніх глибинах. У результаті чого було відкрито рентабельні для видобутку вуглеводнів Суходолівське, Юр'ївське, Виноградівське та інші родовища.
Відкрите у 1966 році Мелихівське газове родовище (Харківщина) здивувало фонтаном із загорянням газу, який виник з геологічних причин на свердловині № 80 Мелихівка у 1976 році і був, мабуть, найпотужнішим в Україні. Дебіт газу під час фонтанування склав 44 млн кубометрів на добу. Фонтан був ліквідований за 2 тижні, в його ліквідації брали участь усі бурові підрозділи «Укргазпрому».
Досвід пошуків покладів вуглеводнів у пастках неантиклинального типу набувався переважно шляхом побіжного вивчення цих об'єктів. Із середини 1980-х роках почалася їх цілеспрямована підготовка та введення шляхом глибокого буріння. Відкриття Волошківського й інших родовищ підтвердило ефективність цього напряму робіт. З кінця 1990-х років розпочато освоєння нової перспективної території — північного борту Дніпровсько-Донецької западини. Розробка, вдосконалення і впровадження в практику нових технологій сейсморозвідки, вибір оптимальних напрямів пошуково-розвідувальних робіт на різних етапах вивчення й оцінки нафтогазоносності Східного регіону увінчалися відкриттям за порівняно короткий проміжок часу 205 родовищ нафти і газу станом на 1994 рік.
На Дніпровсько-Донецькій западині нафтогазовидобувні управління функціонували у Сумській (Охтирське і Качанівське родовища), Чернігівській (Гнідинцівське, Прилуцьке родовища та ін.) і Полтавській (Сагайдацьке, Зачепилівське, Радченківське родовища та ін.) областях.
У 1977 році за ініціативою заступника директора «Укргазпрому» Івана Діяка було створене підприємство з буріння свердловин на газ і нафту «Укрбургаз» (на базі Красноградського управління бурових робіт). Створення такого підприємства було обумовлено необхідністю об'єднання зусиль багатьох колективів, які займалися бурінням газових та нафтових свердловин на родовищах України для зміни тенденції зниження обсягів видобутку вуглеводнів в Україні. Були створені засади й накопичений великий досвід глибокого та надглибокого буріння свердловин, швидкого розбурювання відкритих родовищ, виконані великі обсяги бурильних робіт на родовищах Західного Сибіру (зокрема — в Уренгої та Новому Уренгої).
Основні наукові центри наукового забезпечення освоєння Східно-Української нафтогазоносної провінції були зосереджені в Полтавському й Чернігівському відділеннях Українського науково-дослідного геологорозвідувального інституту (УкрНДГІ), Українському науково-дослідному інституті газу (УкрНДІгаз) та Державному науково-дослідному і проектному інституті нафтової промисловості (УкрНДІПНД).

## Південна нафтогазоносна провінція
Охоплює Західне та Північне Причорномор'я, Північне Приазов'я, Крим, українські зони Чорного й Азовського морів. Адміністративно включає Одеську, Миколаївську, Херсонську, Запорізьку і частково Донецьку області та Автономну Республіку Крим. Площа — 290,6 тис. км², у тому числі акваторій морів — 123, 5 тис. км². Станом на 2000 рік виявлено 39 родовищ: 10 нафтових, 7 газоконденсатних, 22 газових. Надра півдня України здавна відомі як умістилище природних вуглеводнів. Про це свідчать, зокрема, амфори з нафтою в могильниках Боспорського царства (IV — II тис. до н. д.), знайдені на Керченському півострові.
Буріння перших неглибоких свердловин поблизу природних виходів нафти на земну поверхню на Керченському півострові значних результатів не дало, однак на інших площах було створено невеликі нафтопромисли. У 1920-х роках під керівництвом А. Д. Архангельського виконані науково-дослідні роботи по вивченню стратиграфії і тектоніки Керченського півострова, оцінці його нафтогазоносності. У 1935—1937 роках В. В. Колюбинською, Г. О. Личагіним та М. В. Муратовим узагальнено геологічний матеріал по всьому Кримському півострову і складено геологічну карту масштабу 1:100000. Визначено головні напрямки пошуково-розвідувальних робіт на нафту і газ на Керченському півострові і рекомендовані структури, перспективні у відкладах міоцену і майкопської серії. Бурові роботи велися створеним у 1933 році трестом «Кримнафтогаз».
У 1944 році, відразу після звільнення Криму від окупації був створений трест «Кримнафтогазрозвідка», що дозволило збільшити обсяги пошукового буріння, охопити нові райони, включаючи Рівнинний Крим і Північне Причорномор'я, а також розширити стратиграфічний діапазон досліджуваних відкладів. У цей період комплексні геофізичні роботи стають основою для нових геологічних побудов. За даними гравіметричної зйомки (1946—1952 років) складено зведену карту аномалій сили тяжіння для Рівнинного Криму. У 1947—1949 роках проведена геомагнітна зйомка. Значну роль у розвитку нафтогазопошукових робіт відіграли сейсмічні дослідження методом відбитих хвиль (МВХ), які є обов'язковою і достатньою підставою для постановки пошукового буріння на нафту і газ на локальних об'єктах.
У 1944—1960 роках пошуки родовищ вуглеводнів поширюються й на інші регіони Криму і Присивашшя, зростає їх стратиграфічний обсяг до відкладів нижньої крейди включно та глибина буріння. Однак родовищ, які б мали промислове значення, не виявлено.
Перший фонтан газу в Рівнинному Криму отримано на Задорненській площі з утворень палеоцену у 1960 році. Згодом були відкриті Октябрське нафтове та Глібовське і Карлавське газові родовища (1961 рік).
Протягом 1960-х роках геофізичними роботами виявлені пастки не лише в палеоценових, але і в майкопських відкладах. Глибоким бурінням відкрито ще ряд родовищ газу. Промисловий видобуток газу в регіоні розпочато у 1966 році на Глібовському родовищі. В наступні роки введені у розробку Задорненське (1967 рік) і Джанкойське (1970 рік) родовища, що уможливило довести видобуток у 1972 році до 853,5 млн. м³. Далі він поступово зменшувався до 215,8 млн. м³ у 1981 році. У Криму були проведені газопроводи з Глібовського родовища до Євпаторії, Сак, Сімферополя, Бахчисарая і Севастополя (1966—1967 роки). Пізніше були підключені інші газові родовища і вся система газопостачання Криму з'єднана з загальноукраїнською (1976 рік)
З 1970 по 1990 роках у північно-західній частині шельфу Чорного моря геофізичними методами було виявлено близько 46, а в акваторії Азовського моря — 22 перспективних структури. Починаючи з середини 2012 року дві самопідйомні бурові установки «Чорноморнафтогазу» «Петро Годованець» і «Україна» успішно розробляли Одеське шельфове родовище газу. Завдяки освоєнню шельфу видобуток газу в Криму за два роки збільшився в 2,5 рази. У 2014 році українські бурові платформи на шельфі Чорного моря були злочинно захоплені Росією під час анексії Криму й переправлені ближче до півострова.
На теренах Західного Причорномор'я пошукові роботи проводились починаючи з 1946 року, однак пошуки нафти і газу не дали позитивних результатів і з 1954 року їх припинили. Принципово важливим для стратегії пошуків вуглеводнів у Західному Причорномор'ї стало відкриття у 1983 році Східно-Саратського нафтового родовища в карбонатних середньодевонських породах. Ця подія змінила думку багатьох дослідників щодо перспективності цього регіону.